# Бременська синь

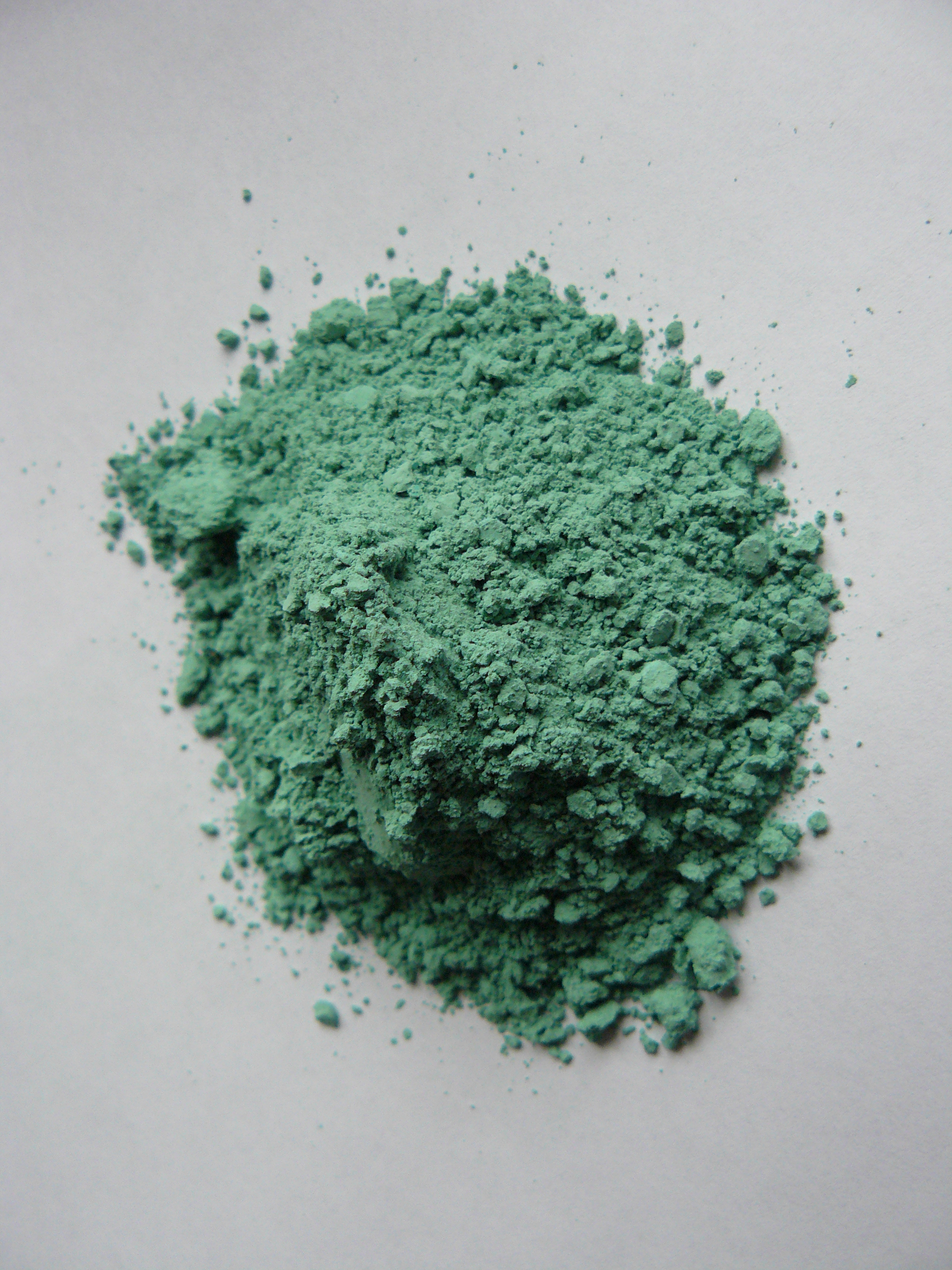
Пігмент Бременська синь

Бременська синь (інші назви Бременський зелений  (Bremergrün) або Бремерський синій (Bremerblau), Блакитний Вердитер (Blue Verditer), від слова «verditer», що походить від старофранцузького verd de terre = «земляно-зелений») — зелено-блакитний пігмент, винайдений у Бремені наприкінці 18-го та 19-го століть, це штучна форма пігменту азуриту. Виготовлялась з гідроксиду міді(II) (гідрат оксиду міді, Cu(OH)2) та карбонату міді(II) (CuCO3), був популярним у 19 столітті. У кольоровому покажчику він вказаний під номером CI Pigment Blue 30.  

## Історія
Винахідником вважається бременський фарбувальник, купець і виробник Ніколаус Куленкамп Старший  (1710–1793), який, окрім мила та продуктів з жиру, виробляв цей пігмент з 1778 року , якому невдовзі наслідували інші виробники в Бремені. Пізніше, до 1807 року, тут існувало чотири такі компанії, що називали себе «Bremer-Grün-Fabriken», ця назва міцно утвердилося по всій країні. 

## Виробництво

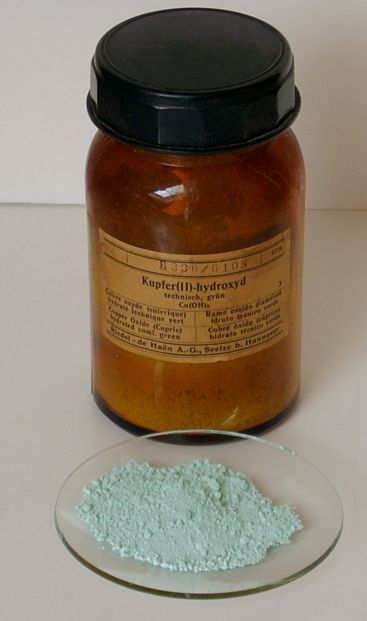
Гідроксид міді(II)

Рецепти Куленкампа, очевидно, не передавалися з покоління в покоління; щодо різних, дещо відмінних методів виробництва, цитується опис від 1856 року:«Для виробництва, яке здійснюється зокрема в Бремені, а також у Міндені, Касселі, Айзенаху тощо, використовуються кухонна сіль, сульфат міді та мідний лист. Перші два, майже в рівних  частинах, подрібнюються з додаванням невеликої кількості води до однорідної густої суспензії. До цієї суспензії додається рівна кількість старого мідного листа, нарізаного на дрібні шматочки, що дорівнює половині ваги суспензії, таким чином, щоб шар суспензії товщиною 1⁄2 дюйма чергувався з шаром листового металу. Все залишається приблизно 3 місяці в дубовому, не обшитому залізом чані та перегрібається мідною лопатою принаймні раз на тиждень для прискорення окислення. Потім масу розбавляють водою, звільняють від залишків мідного листа та фільтрують. Отриманий шлам спочатку обробляють соляною кислотою, потім, через 36 годин в іншому чані, безбарвною каустикою. Оброблений розчином гідроксиду калію, зелений основний солянокислий оксид міді повністю розкладається та перетворюється на гідрат оксиду міді з характерним, злегка зеленувато-блакитним кольором». Пігмент, промитий водою, віджимають у мішечку, м’яку масу нарізають на шматки та залишають висихати на повітрі.»
– Універсальна енциклопедія П'єрера. Том 3. Альтенбург 1857, с. 273–274.

## Використання
Попри свою токсичність, фарба широко продавалася та використовувалася аж до 19 століття. Бременська синь була «схильною змінювати колір» та ставати зеленкуватою. При змішуванні з жовтим цей пігмент дозволяв отримати красивий зелений колір, яскравіший, ніж на основі будь-якого іншого з тодішніх синіх пігментів. Бременська синь давала найкращий результат у фарбах на водній основі, зокрема клейових. Загалом вважалося, що цей пігмент не підходить для олії, адже стає в ній темнішим та прозорішим. Якщо бременську синь все ж додавали в олійну фарбу, її змішували з великою кількістю білого пігменту. Прикладів такого використання цього пігменту найбільше.

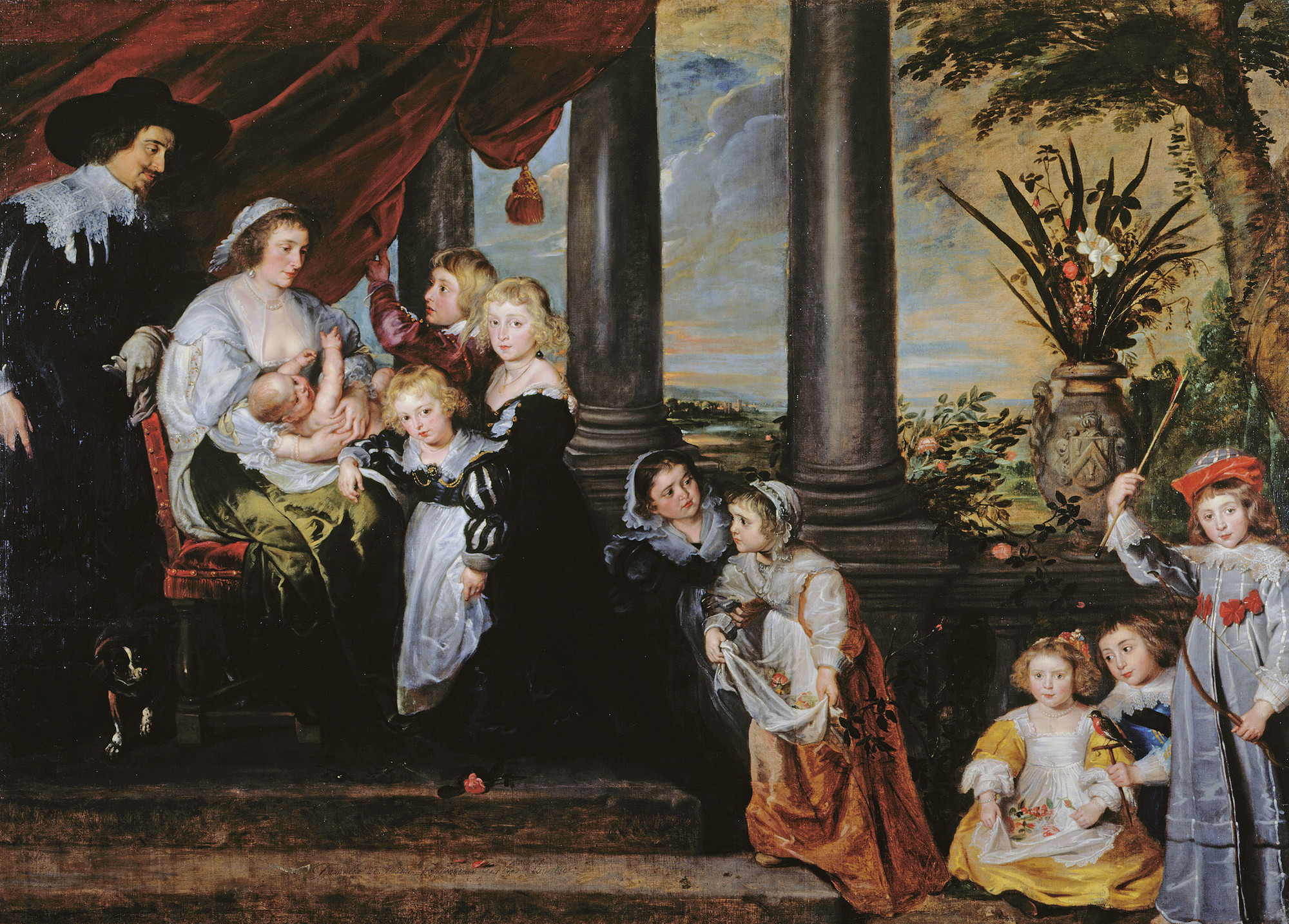
Пітер Пауль Рубенс, Сім'я Герб'є 1629-30. Зелена спідниця Дебори Кіп: азурит, смальта, Бременська синь, жовта охра, свинцево-олов'яно-жовтий та жовтий лак. Зелений колір досягається змішуванням синіх та жовтих пігментів.
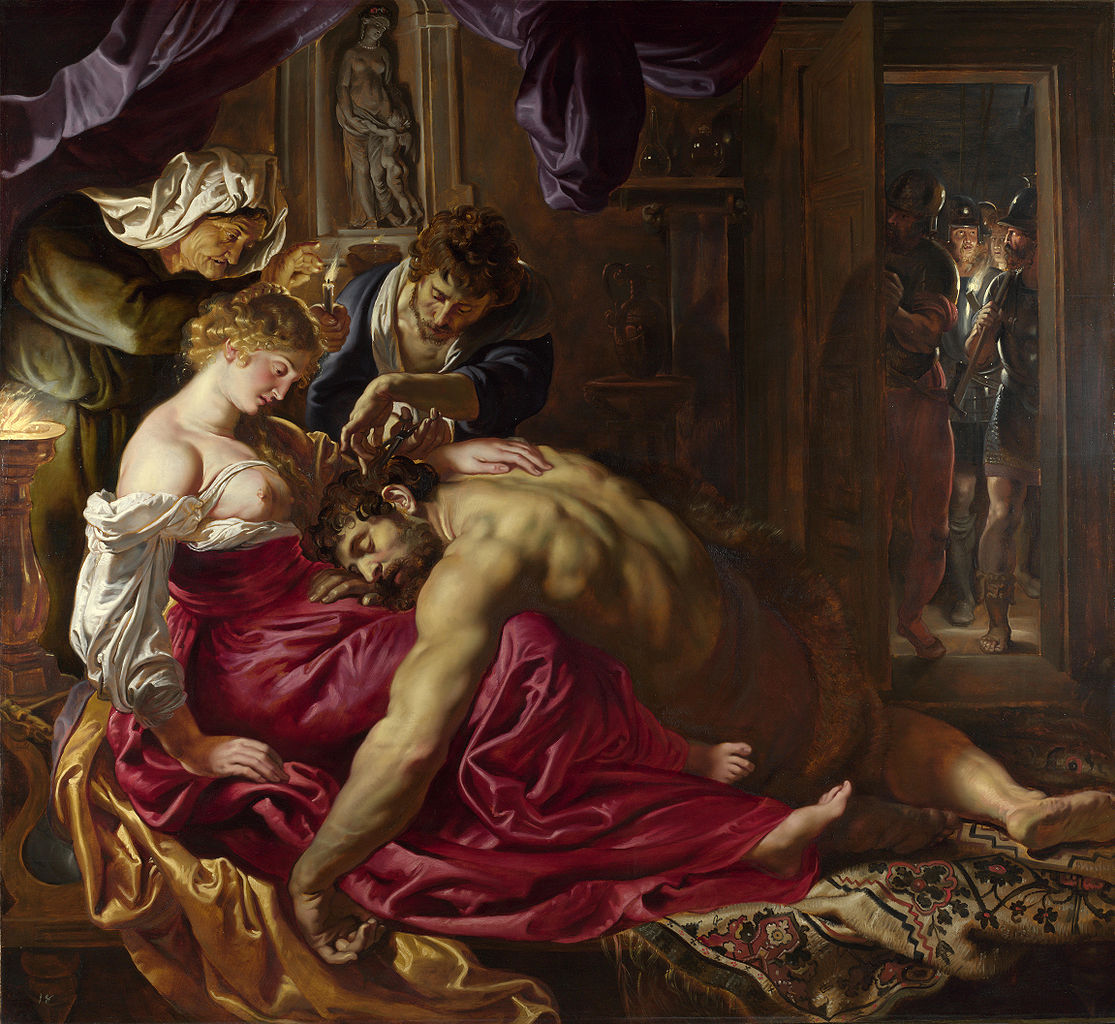
Пітер Пауль Рубенс, Самсон і Даліла 1609-10. Архітектурний фон: складна пігментна суміш, що складається з сажи, охри, червоного лаку та невеликої кількості кіноварі та навіть трохи бременської сині.
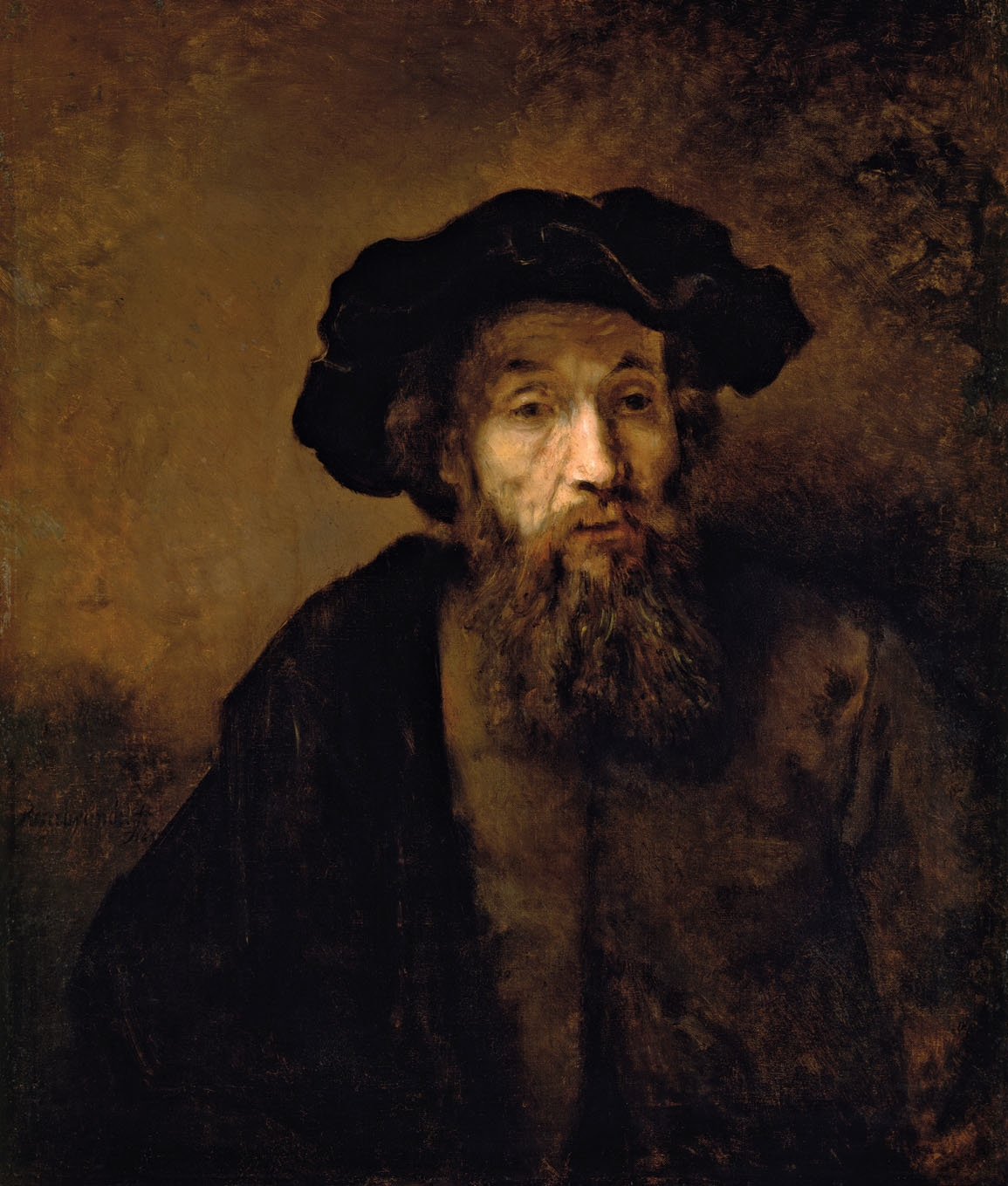
Рембрандт, «Бородатий чоловік у кепці» 1657. Фон: нижній шар складається з помаранчевої охри та грубого кремнезему, на ньому верхній ґрунт зі свинцевих білил, тонованих умброю. Глазур зверху виготовлена з паленої кістки з невеликою кількістю червоної охри та червоного лаку. У глазурі також присутня бременська синь.

## Вебпосилання
- Бремер Грюн до Блей . У: Літопис фармації . Том 2, 1835, с. 239.

## Окремі посилання
1. ↑  Pierer's Universal-Lexikon. Т. Band 3 (вид. 4.). Verlagsbuchhandlung von H. A. Pierer. 1857. с. 273—274.
2. ↑  Meyers Großes Konversations-Lexikon. 6. Auflage. Band 3, Bibliographisches Institut, Leipzig, S. 382 (http://www.zeno.org/Meyers-1905/A/Bremergrün).
3. ↑  Brockhaus' Kleines Konversations-Lexikon. Т. Band 1 (вид. 5. Auflage). F. A. Brockhaus. 1911. с. 263.
4. ↑  Blue Verditer. colourlex.com.
5. ↑  Smith, John (1676). The art of painting in oyl.
6. ↑  Беті, Патрик (2023). Анатомія кольору. Історія спадщини фарб та пігментів. ArtHuss.
7. ↑  Peter Paul Rubens, The Gerbier Family. colourlex.com.
8. ↑  Peter Paul Rubens, Samson and Delilah. colourlex.com.
9. ↑  Rembrandt, A Bearded Man in a Cap. colourlex.com.